# Романівка (Березівський район)
Рома́нівка — село Миколаївської селищної громади у Березівському районі Одеської області в Україні. Населення становить 364 осіб.

## Історія
Під час організованого радянською владою Голодомору 1932—1933 років померло щонайменше 27 жителів села.
Колишній орган місцевого самоврядування — Антонюківська сільська рада.

## Населення
Згідно з переписом УРСР 1989 року чисельність наявного населення села становила 378 осіб, з яких 161 чоловік та 217 жінок.
За переписом населення України 2001 року в селі мешкали 364 особи.

### Мова
Розподіл населення за рідною мовою за даними перепису 2001 року:
| Мова       | Відсоток |
| ---------- | -------- |
| українська | 90,11 %  |
| російська  | 6,32 %   |
| молдовська | 3,02 %   |
| болгарська | 0,27 %   |
| вірменська | 0,27 %   |